# Liste der Naturdenkmale in Elchweiler
Die Liste der Naturdenkmale in Elchweiler nennt die im Gemeindegebiet von Elchweiler ausgewiesenen Naturdenkmale (Stand 15. Juli 2013).

## Naturdenkmale
| Nr.         | Bezeichnung      | Lage                              | Beschreibung | Bild                                    |
| ----------- | ---------------- | --------------------------------- | ------------ | --------------------------------------- |
| ND-7134-463 | Eiche an der K 9 | Dorfstraße, gegenüber Nr. 15 Lage | Quercus sp.  | Direkt Bild zu diesem Denkmal hochladen |